# Taraxacum ekmanii
Taraxacum ekmanii — вид квіткових рослин з родини айстрових (Asteraceae). Вид зростає в Європі: Азорські острови, Англія, Уельс, Шотландія, Північна Ірландія, Ірландія, Данія, Норвегія, Швеція, Фінляндія, Нідерланди, Бельгія, Люксембург, Німеччина, Швейцарія, Австрія, Польща, Чехія, Словаччина, Португалія, Іспанія, Андорра, Франція, Італія, Естонія, Латвія, Литва, північноєвропейська Росія; це багаторічна рослина помірних біомів.

## Морфологічна характеристика
Листки досить бліді, хворобливо-зелені, сильно різноманітні, зовнішні з сигмовидними частками і невеликою кінцевою часткою, внутрішні досить безформні з великою широкою розсіченою кінцевою часткою. Черешки широко крилаті, зовнішні білі, внутрішні рожеві. Зовнішні приквітки відігнуті, досить вузькі. Язичкові смуги сіро-бурі.